# Паратонзилярний абсцес
Паратонзиля́рний абсце́с (рідше перитонзилярний абсцес) — запалення в клітковині навколо мигдаликів, яке виникає внаслідок проникнення до неї збудників (стрептокок, стафілокок тощо). Часто є ускладненням гострого тонзиліту. Іноді це запалення може поширюватися за межі клітковини мигдаликів.

## Етіологія
Паратонзилярний абсцес виникає найчастіше в осіб віком від 20 до 40 років.
Причиною захворювання є стрептокок, який провокує запалення у м'яких тканинах, розташованих навколо мигдалин. Потім тканину можуть уразити анаеробні бактерії, які проникають туди через мигдалики.
Факторами, які сприяють виникненню паратонзилярного абсцесу, є:
- захворювання ясен і зубів (парадонтит, гінгівіт);
- хронічний тонзиліт;
- тютюнопаління;
- хронічний лімфолейкоз;
- камені або відклади кальцію у мигдалинах (тонзилоліти).
- хронічний тонзиліт[1]
- численні курси антибіотикотерапії при гострому тонзиліті[1].

## Патогенез
При паратонзилярному абсцесі накопичується гній, який формується в клітковині навколо мигдаликів та уражених м'яких тканин. Він утворюється як ускладнення гострого тонзиліту (особливо протягом 3-5 днів після перенесення захворювання), також у хворих, які мають загострення хронічного тонзиліту. Внаслідок гнійного запалення порушується відтік гною з лакун мигдаликів, що створює передумови для можливого поширення запалення до навколомигдаликової області. У зоні запалення кровоносні капіляри розширяються та наповнюються кров'ю, слизова оболонка набрякає. Частіше абсцес є одностороннім.

## Клінічні ознаки
Гостро з'являються:
- головний біль, слабкість, гарячка з підвищенням температури тіла до 39-40 °C;
- біль у горлі, який часто поширюється (іррадіює) до вуха та зубів;
- порушення сну;
- збільшення розмірів лімфатичних вузлів у районі шиї та під щелепою, виникає лімфаденіт;
- набряк верхнього полюсу мигдаликів і м'якого піднебіння;
- збільшення та почервоніння мигдаликів;
- іноді голова хворого пасивно повертається і нахиляється до сторони, де йде запалення.

## Ускладнення
Паратонзилярний абсцесс може спричинити абсцес навкологлоткового простору, глибоку флегмону шиї, кровотечу з великих судин шиї, набряк гортані, сепсис, а також запалення оболон головного мозку (гнійний менінгіт).

## Лікування
Необхідно вичистити гній з абсцесу  та призначити адекватний антибіотик.
Спочатку проводиться розкривання абсцесу та видалення гною. Після цього призначається курс антибіотиків (ампіцилін, цефалексин тощо), а також прийом знеболювальних і жарознижувальних препаратів (ацетилсаліцилова кислота, парацетамол, діклофенак тощо). Також назначаються антисептичні препарати місцевої дії для полоскання (розчини фурациліну та хлорофіліпту), притизапальні горлові аерозолі (фузафунгін, гексаспрей, інгаліпт тощо), антизапальні таблетки для розсмоктування (гексаліз, септолете, септефріл тощо). Після розкриття абсцесу можна застосовувати також напівспиртові компреси на область шиї. 
Лікування ускладнень здійснюється за відповідними хірургічними настановами.

## Прогноз
Прогноз захворювання є сприятливим, якщо вчасно розпочато лікування та відсутні ускладнення.

## Профілактика
Для запобігання виникненню захворювання необхідно проводити лікування хронічного тонзиліту, карієсу, а також гнійних запалень у пазухах носа. Якщо абсцес виникає знову, варто провести видалення мигдаликів.